# Mary Had a Little Lamb (canción de Paul McCartney)
«Mary Had a Little Lamb» es una canción del músico británico Paul McCartney basada en la canción infantil homónima. 

## Trasfondo
En el momento de su publicación, Paul McCartney comentó que compuso «Mary Had a Little Lamb» en respuesta al veto por parte de la BBC de difundir su anterior sencillo, «Give Ireland Back to the Irish». Sin embargo, el propio McCartney lo negó poco después, comentando que era un serio esfuerzo por escribir una canción infantil, género que sentía ignorado en la industria musical. El guitarrista de Wings, Henry McCullough, toca la mandolina en la canción, mientras que los hijos de McCartney cantan en los coros.
Además, McCartney comentó que la grabación de la canción fue hecha antes de que la BBC prohibiera «Give Ireland Back to the Irish». Al respecto, el ingeniero Tony Clarks dijo que la canción fue probablemente grabada en febrero o marzo, mientras que «Give Ireland Back to the Irish» fue prohibida a finales de febrero.

## Publicación
«Mary Had a Little Lamb» fue publicada como sencillo el 12 de mayo de 1972 y atacada por los críticos musicales, si bien algunos pensaron que era deliberadamente irónica. La canción alcanzó el puesto 9 en la lista británica UK Singles Chart, y a pesar de que en las emisoras de radio estadounidensas se difundió más la cara B del sencillo, «Little Woman Love», subió al puesto 28 en la lista Billboard Hot 100.
La canción fue publicada como tema extra en la versión remasterizada de Wild Life y reeditada en 1993.